# Station Wehe-Den Hoorn
Station Wehe-Den Hoorn was het spoorwegstation van Wehe-den Hoorn aan de spoorlijn Winsum - Zoutkamp van de voormalige Groninger Locaalspoorweg-Maatschappij (GLS). Het behoorde tot het standaardtype WZ en was ontworpen en gebouwd door de Utrechtse architect Cornelis de Graaf, bouwkundige bij de  Staatsspoorwegen.
Het station werd geopend op 1 april 1922. Het werd gesloten voor reizigersvervoer op 2 oktober 1938, heropend op 6 juni 1940 en opnieuw gesloten op 24 november 1940. Nadat de lijn tussen Winsum en Zoutkamp op 26 oktober 1942 ook voor goederenvervoer was gesloten, verloor het station zijn functie. Het pand werd gekocht door de toenmalige gemeente Leens. Het heeft nog dienstgedaan als distibutiekantoor en als kantoor voor de werkvoorziening. In 1963 werd het gebouw door de gemeente verkocht, waarna het werd gesloopt.